# Lorica musculata
La lorica musculata, detta anche corazza anatomica, era un tipo di armatura in uso nell'esercito romano e nella legione (soprattutto da parte degli ufficiali in età repubblicana e imperiale) dalle origini di Roma fino alla fine dell'impero.

## Descrizione
La musculata consisteva di una corazza in lega metallica che riproduceva i muscoli del petto e del torace, spesso con l'aggiunta di protezioni alle gambe e agli avambracci, fasce in pelle dette pteruges.
Queste ultime erano costose e per questo chi le indossava era di solito molto facoltoso in età monarchica e alto-repubblicana o di rango elevato in età imperiale, non a caso un equipaggiamento di quel tipo era riservato agli ufficiali (principales), ai tribuni, ai legati, ai prefetti.
Le loriche muscolari potevano esporre un corredo decorativo anche molto elaborato e distinguersi per la fattura ricercata e sfarzosa con richiami a scene di tipo allegorico e mitologico.

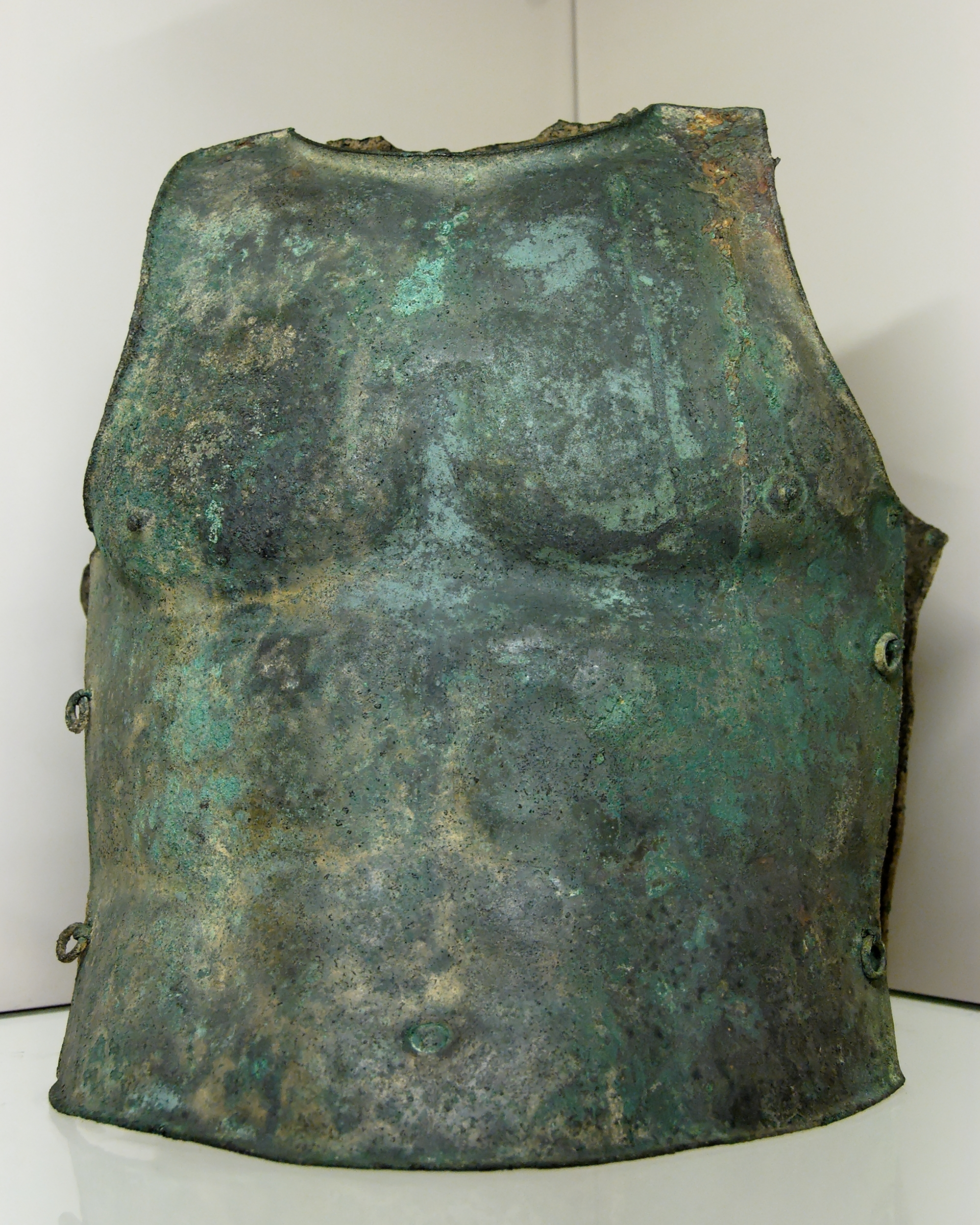
Corazza "muscolare" italica in bronzo del IV secolo a.C. (da Ruvo di Puglia, conservata al British Museum).
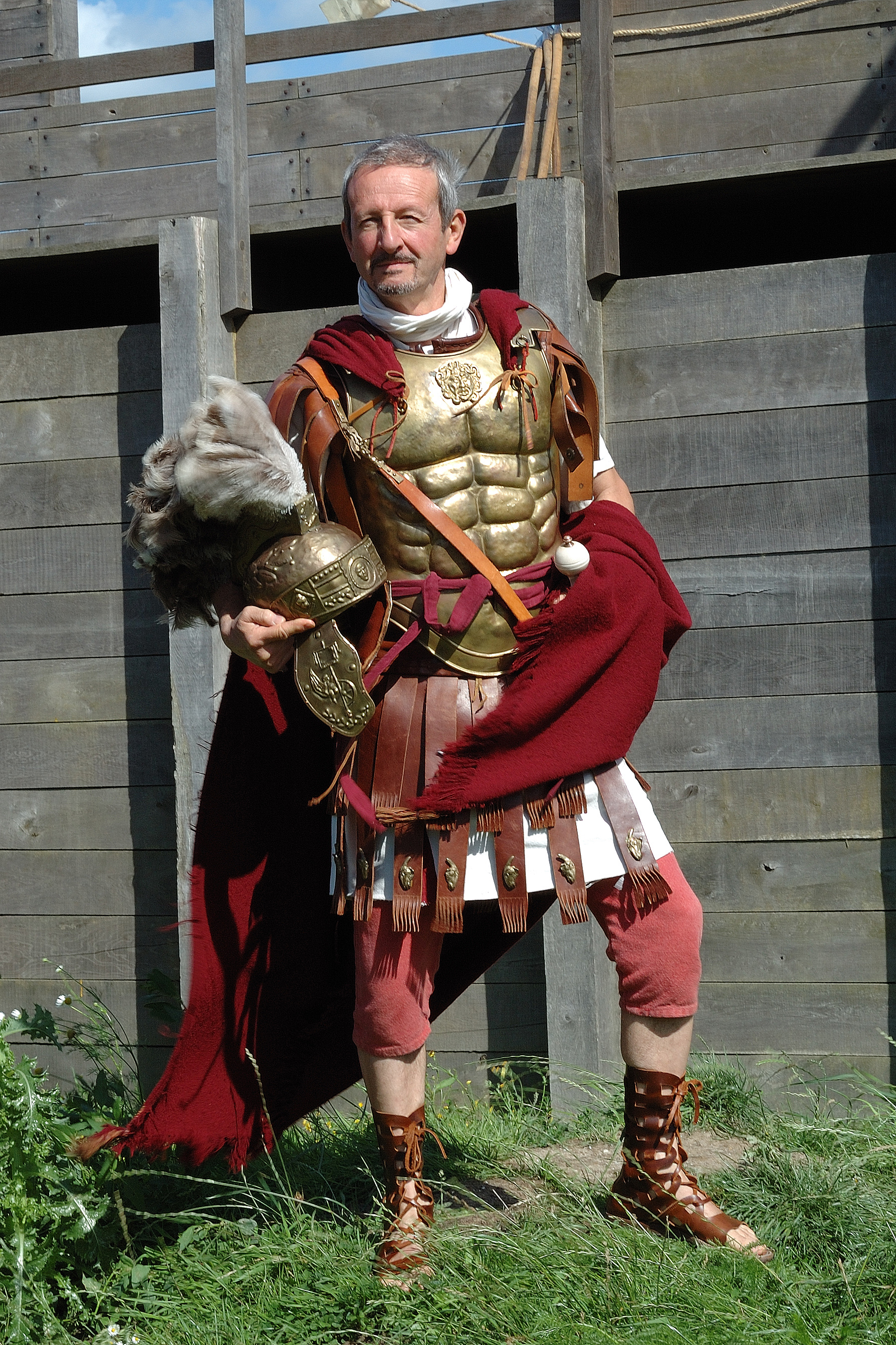
Tribuno (che poteva essere laticlavio o angusticlavio) del I secolo a.C.; indossa una musculata metallica dotata di pterugi.
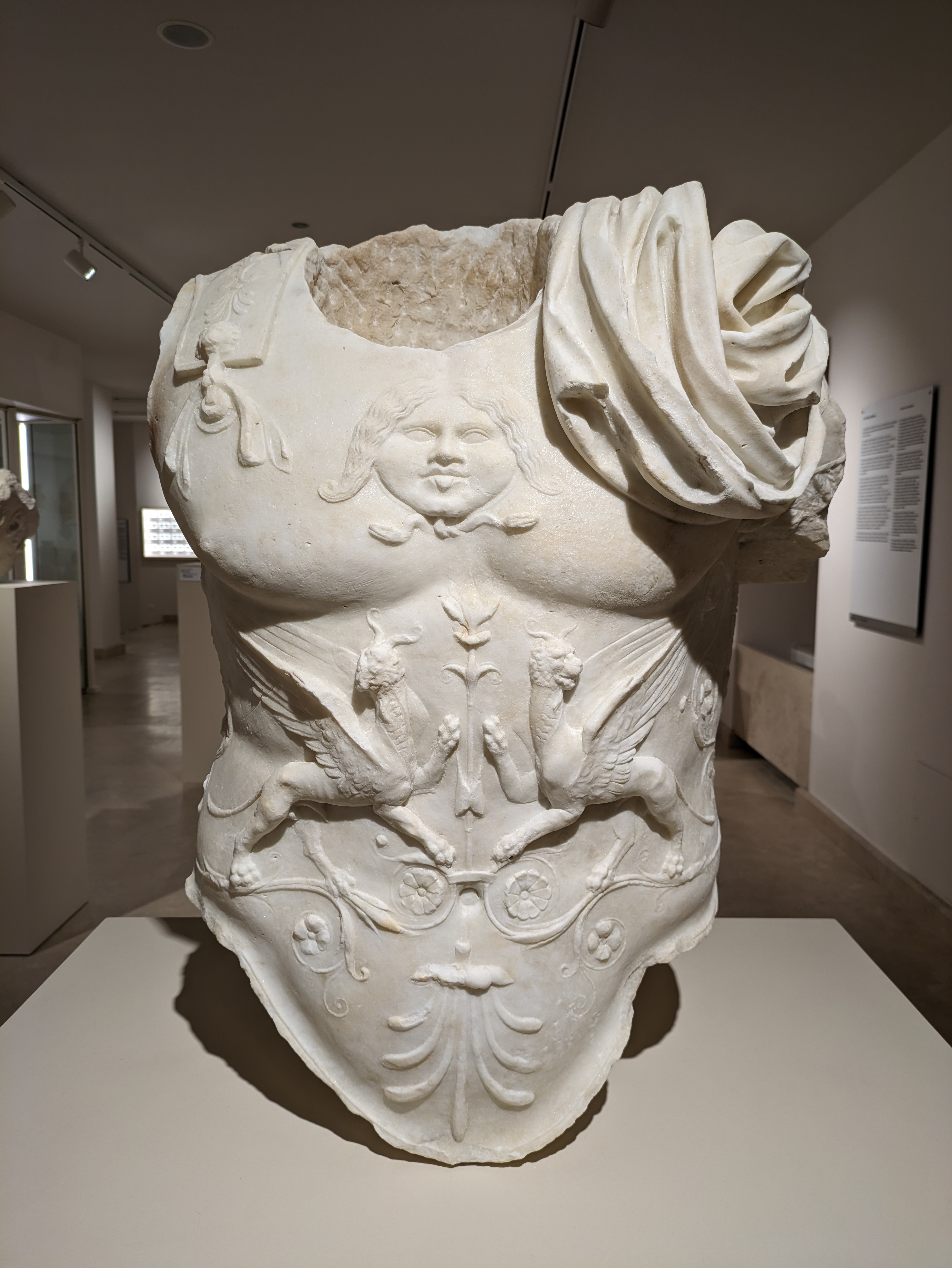
Torso con lorica musculata (Museo archeologico nazionale delle Marche)
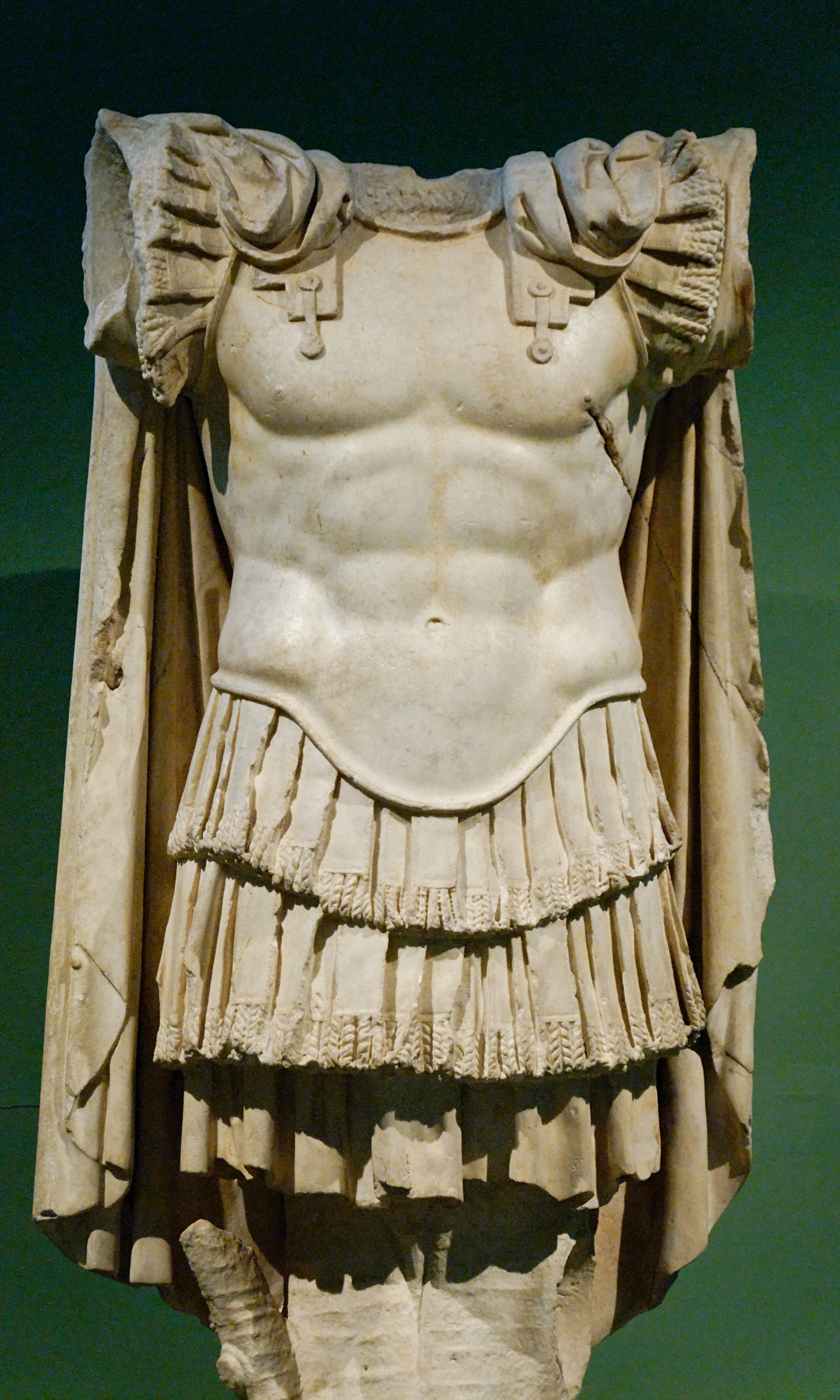
Spolia opima. Marmo pario, opera romana dell'età augustea. Rinvenuta presso gli Horti Sallustiani nel 1887.